# 公債
公債（こうさい、英: public debt）とは、中央政府や地方政府が資金調達のために行う債券の発行または証書借入れによって負う金銭債務（＝借金）またはこれに係る金銭債権をいう。

## 概要
公債は大別すると、国債、政府関係機関債、および地方債の総称である。なお広義には、行政債務 全般を指す。
公債は発行者（政府や政府機関）の借金であり、その公債を購入した者の資産である。例えば、（2018年時点で）アメリカ合衆国政府の国債（米国債）の世界最大の保有者は中国政府である。この公債に関して言えば、米国政府の借金であり、中国政府の資産である。米国政府のほうが 借金の借り主であり、中国政府が貸し主（融資者）である。
ある政府が発行する公債（債券）というのは、その政府の納税者にとっては間接的な債務であることが言える。例えば日本政府が発行した公債は、間接的に日本国民の債務（借金）である。
公債は、消化する先（借金先）という観点からは、国内債（国内で買ってもらう債券）と外債（国外で買ってもらう債権）に分けられる。政府は、たいてい政府の発行する国債や貨幣の類などの証書を元に発行することで資金（資産）を借用する。信用の低い国家では、市中銀行や国際的な機関から資金を借用する。
学者の中には、全ての政府の責務、すなわち将来の年金支払いや財・サービスに対する支払いについて未払い分を政府債務と考えるケースもある。
また公債の区分としては、期間によるものがあり、「短期債」「長期債」などと呼ばれる区分があり、短期は1年ほどを基準に、長期は10年を基準に考えられている。

### 公債の要因
公債発行の主たる要因は、税収不足ではなく、むしろ財政支出である。
政府の税による収入（税収）と政府の支出の額は、常に均等になる保証はない。収入と支出のギャップは、国債・地方債といった公債の利用で埋められることになる。

## 国債・ソブリン債
国債は、債券は国内通貨建てで、国家政府により発行される。同じく国債が外国通貨建てで発行されると、ソブリン債とされる。政府は税金を上げ、支出を減じ、満期の債券を償還するのに通貨をもっと印刷することが政府自らの決定によってできるので、国債は私人・私企業の債務に比べてはるかにリスクが低い。

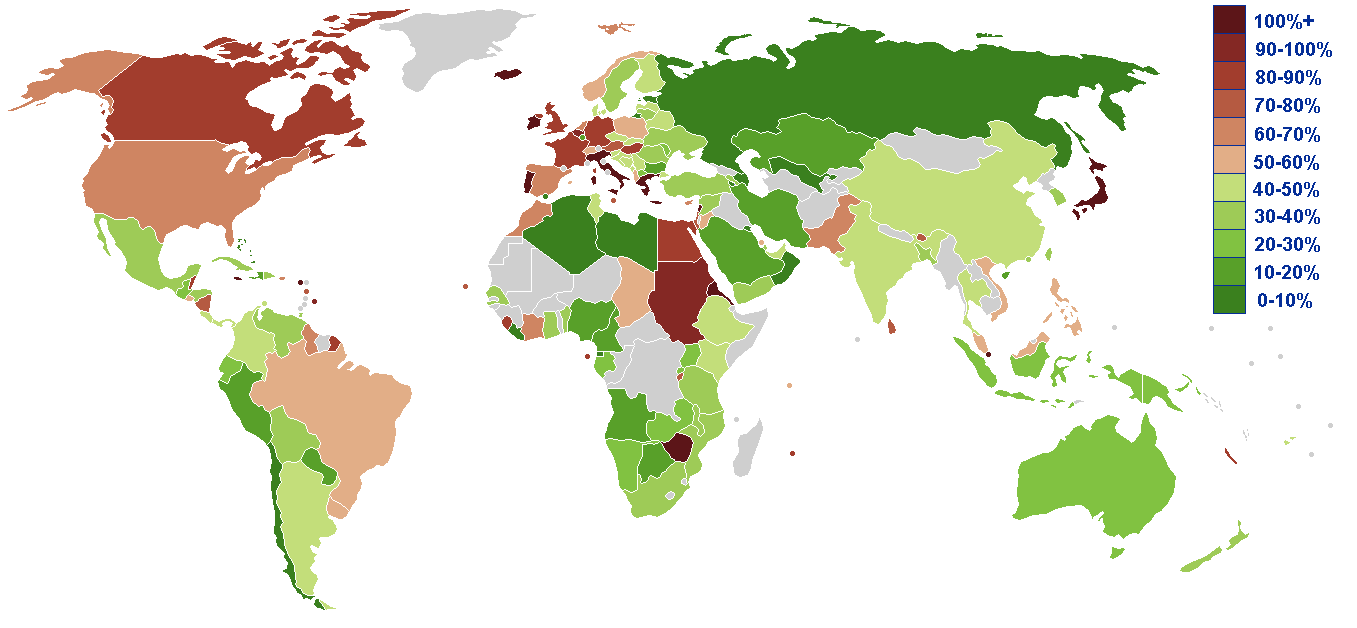
CIAによる公債残高の対GDP比
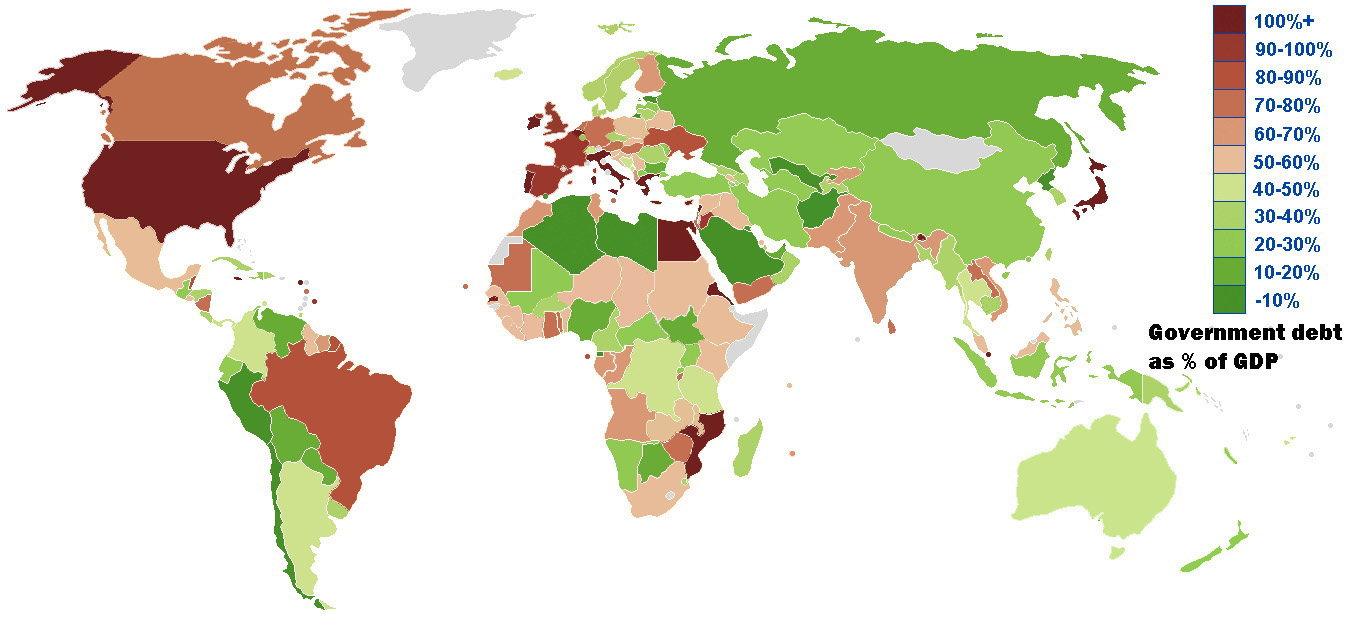
IMFによる政府債務残高の対GDP比
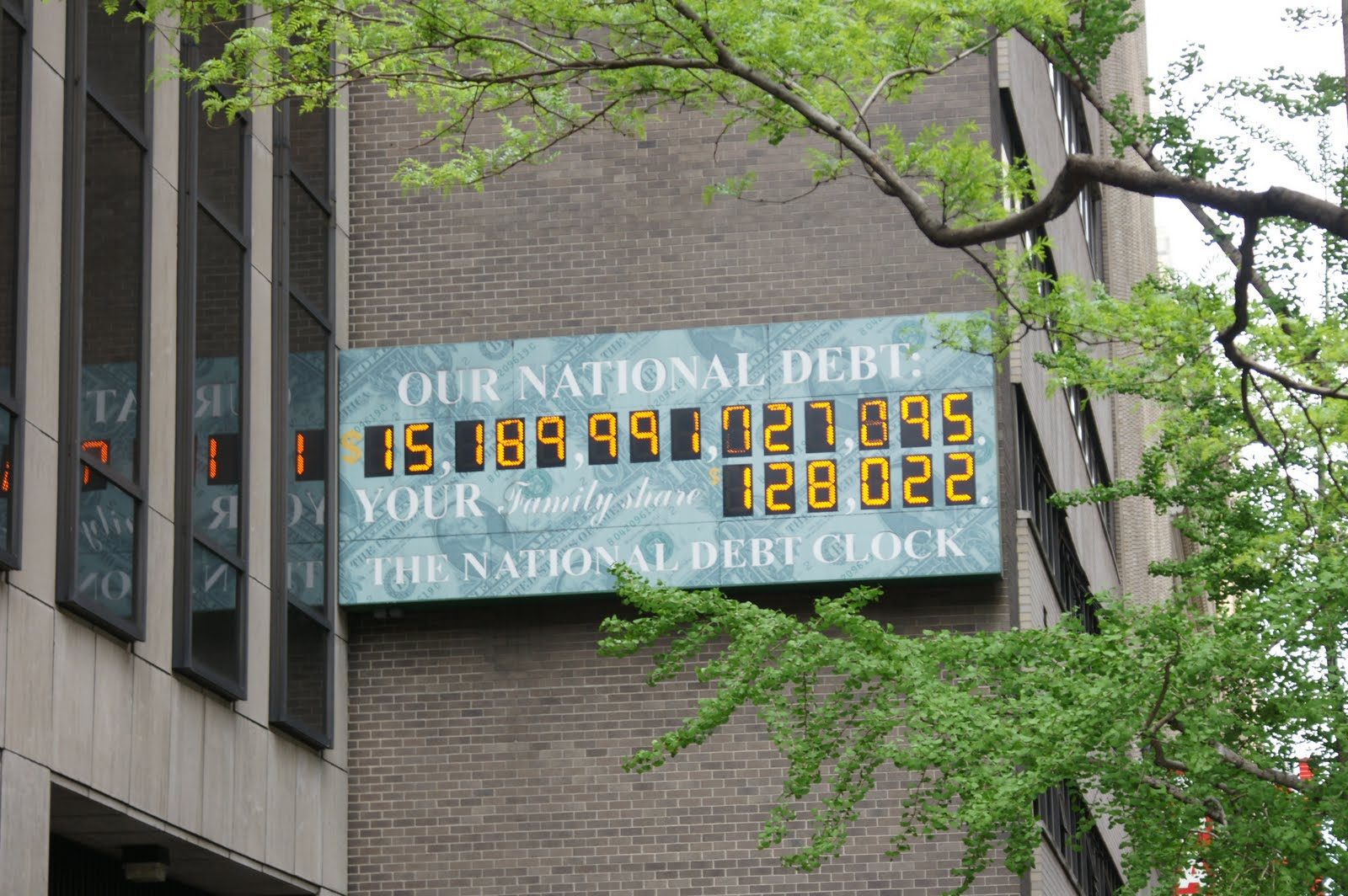
2012年4月20日時点のIRSオフィス屋外の国債時計

## 地方債・州債
地方債は、地方政府（地方自治体）により発行された公債のこと。州債はそのうち州が発行主体である場合の呼称。県が発行すれば県債、市が発行すれば市債となる。

## 準備通貨建て
政府は市中消化の良いときに資金を借用することがある。アメリカ合衆国やフランス、ドイツでは、国内においてのみ発行される。安定を保ちにくい通貨に対する投資を好んでする投資家もいる。こうした債券の中には、外国通貨建てであり、利子が払われなかったり償還されなかったりするので、リスクがある。1997年・1998年のアジア通貨危機では、多くの国家が為替レートを維持できなくなり、レートを投資家の攻撃に備えて固定している。

## 各国の公債規模

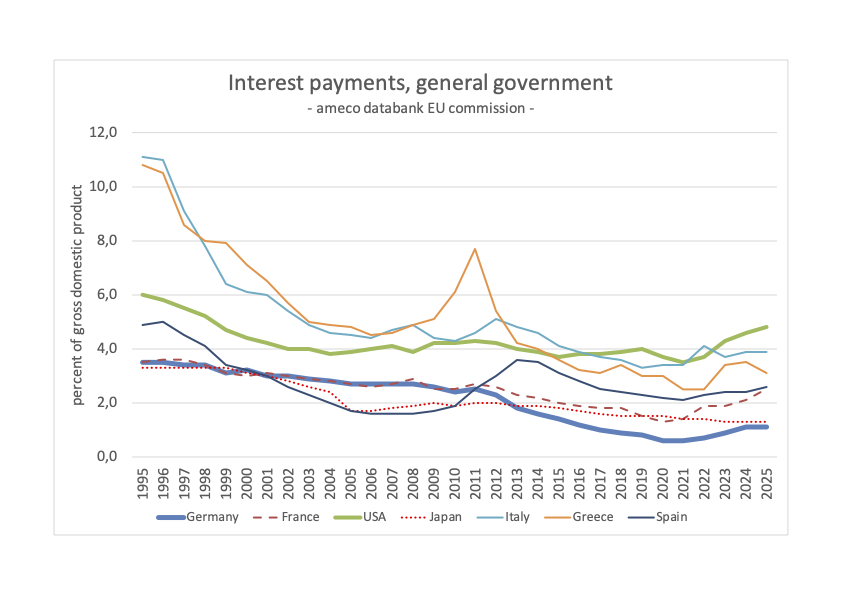
公債金利負担の対GDP比

公債とは、国・地方自治体など全ての公的機関の債務から自国通貨での償還額を差し引いたものである。CIAワールド・ファクトブックには公債の対GDP比のみが記載されており、公債残高及び国民一人当りの公債額は同報告書に記載されているGDP (PPP) 及び人口の数値で算出される。
債務残高の対GDP比は、公債の重要性を評価する最も広く認められた手段の1つである。例えば、欧州連合のユーロ導入の収斂基準では、導入申請国の債務残高が対GDP比で60％以下であることを要件としている。
| 国・地域     | 公債残高 (10億米ドル) | 対GDP比 | 国民一人当り (米ドル) | 公債残高の 対世界全体比 |
| ------------ | --------------------- | ------- | --------------------- | ----------------------- |
| 世界         | 56,308                | 64%     | 7,936                 | 100.00%                 |
| アメリカ     | 17,607                | 73.60%  | 36,653                | 31.27%                  |
| 日本         | 9,872                 | 214.30% | 77,577                | 17.53%                  |
| 中国         | 3,894                 | 31.70%  | 2,885                 | 6.91%                   |
| ドイツ       | 2,592                 | 81.70%  | 31,945                | 4.60%                   |
| イタリア     | 2,334                 | 126.10% | 37,956                | 4.14%                   |
| フランス     | 2,105                 | 89.90%  | 31,915                | 3.74%                   |
| イギリス     | 2,064                 | 88.70%  | 32,553                | 3.67%                   |
| ブラジル     | 1,324                 | 54.90%  | 6,588                 | 2.35%                   |
| スペイン     | 1,228                 | 85.30%  | 25,931                | 2.18%                   |
| カナダ       | 1,206                 | 84.10%  | 34,902                | 2.14%                   |
| インド       | 995                   | 51.90%  | 830                   | 1.75%                   |
| メキシコ     | 629                   | 35.40%  | 5,416                 | 1.12%                   |
| 大韓民国     | 535                   | 33.70%  | 10,919                | 0.95%                   |
| トルコ       | 489                   | 40.40%  | 6,060                 | 0.87%                   |
| オランダ     | 488                   | 68.70%  | 29,060                | 0.87%                   |
| エジプト     | 479                   | 85%     | 5,610                 | 0.85%                   |
| ギリシャ     | 436                   | 161.30% | 40,486                | 0.77%                   |
| ポーランド   | 434                   | 53.80%  | 11,298                | 0.77%                   |
| ベルギー     | 396                   | 99.60%  | 37,948                | 0.70%                   |
| シンガポール | 370                   | 111.40% | 67,843                | 0.66%                   |
| 台湾         | 323                   | 36%     | 13,860                | 0.57%                   |
| アルゼンチン | 323                   | 41.60%  | 7,571                 | 0.57%                   |
| インドネシア | 311                   | 24.80%  | 1,240                 | 0.55%                   |
| ロシア       | 308                   | 12.20%  | 2,159                 | 0.55%                   |
| ポルトガル   | 297                   | 119.70% | 27,531                | 0.53%                   |
| タイ         | 292                   | 43.30%  | 4,330                 | 0.52%                   |
| パキスタン   | 283                   | 50.40%  | 1,462                 | 0.50%                   |

## ソブリン債の問題
ソブリン債は、第2次大戦以降には主要な公的政策の問題となり、戦債の取り扱いの問題を含めて、1980年代の双子の赤字や1998年のロシア財政危機のショック、1998年-2001年のアルゼンチン通貨危機がある。